# Belly (band)
Belly is een alternatieve Amerikaanse rockband uit Boston, opgericht in 1991 door Tanya Donelly. Hun platenlabels waren Sire Records, Reprise Records en 4AD.
Belly stond in 1995 op het voorprogramma van de Europese tournee van REM.  In 1996 stopte de band. Donelly is daarna solo verdergegaan. In februari 2016, twintig jaar nadat de band stopte, kondigde de band een reünietour aan voor de zomer van 2016, vooralsnog alleen in Amerika en Groot-Brittannië. De tour begon op 15 juli 2016 in The Garage in Glasgow, Schotland en eindigde op 18 september 2016 in First Avenue in Minneapolis. Ook werd er gewerkt aan nieuwe muziek: de CD 'Dove' verschijnt uiteindelijk in maart 2018.

## Leden
- Tanya Donelly
- Thomas Gorman
- Fred Abong
- Gail Greenwood
- Chris Gorman

## Discografie

### Albums
- Star (1993)
- King (1995)
- Sweet Ride: The Best of Belly (2002)
- Dove (2018)

### Ep's
- Slow Dust (1992)

### Singles
- Super Connected (1995)
- Now They'll Sleep(1995)
- Seal My Fate (1995)
- Are You Experienced (1994)
- Slow Dog (1993)
- Feed The Tree (1993)
- Gepetto (1993)

### Compilaties
- Generation X
- Stone Free: A Tribute to Jimi Hendrix (1993)
- Just Say Roe (Just Say Yes Vol. 7) (1994)
- With Honors (1994)
- UMPF (1995)
- Mallrats (1995)
- Sharks Patrol These Waters (1995)
- This Is Fort Apache (1995)
- Tank Girl (1995)
- Safe And Sound (1996)
- A Bunch O' Hits: The Best Rock...Volume 1 (1996)
- In Defense Of Animals, Volume 2 (1996)
- Twister (1996)
- The Rolling Stone Women In Rock Collection (1998)
- Lifetime Intimate Portrait: Women In Rock (1999)
- Out Of Bounds: A Journey Through Modern Rock (1999)
- Double Shot: Pop Alternative (2000)